# 伊藤楓
伊藤 楓（いとう かえで、1996年9月15日 - ）は、フリーアナウンサーで、元中京テレビ放送（CTV）のアナウンサー。

## 来歴・人物
愛知県名古屋市出身。愛知県立旭丘高等学校、早稲田大学卒業。日テレ学院にも通っていた。血液型はB型。
2020年、中京テレビ放送（CTV）に入社。
中京テレビ放送（CTV）アナウンサーとしての先輩である松岡陽子は、高校の先輩でもある。
2022年9月30日、先輩アナウンサーである佐藤啓がブログで伊藤が2022年9月末で中京テレビを退社し、フリーアナウンサーになることを明らかにした。ナレーションで出演中の同局制作番組『ヒューマングルメンタリー オモウマい店』は、フリー転向以降も継続出演する。
同年10月3日、自身のInstagramで中京テレビ退社の報告と、YouTubeチャンネル・Twitterを開設した事を報告した。

## 出演
太字は、出演中。特記事項の無いものは中京テレビ制作。
- 前略、大とくさん（2020年10月18日 - 2022年5月26日）【お天気キャスター 隔週】[注 4]
- 喫茶ソルセオ（初代アルバイト）（開始 - 2022年10月14日）
- ヒューマングルメンタリー オモウマい店（2021年4月13日 - ）【ナレーション】
- キャッチ!（ナレーション）
- NNN各ニュース（ローカル枠）
- オードリーさん、ぜひ会ってほしい人がいるんです。（2020年12月15日、2021年9月28日放送分）[注 5]
- ナゴヤでしょ![注 6]
- ぐっと（2022年4月15日）【ナレーション】
- 奥様のお悩み 通販で解決！バカ売れ商品と悩める〇〇妻（2023年11月12日・12月9日、2024年7月20日、日本テレビ）【ナレーション】 - NNNネットワーク各局（一部の局を除く）と、BS日テレでも放送
- 超合体!オモウマいさんま御殿!!笑いでおもてなしSP（2024年11月19日）【ナレーション】- 「ヒューマングルメンタリー オモウマい店」と「踊る!さんま御殿!!」（日本テレビ制作）のコラボ番組。両番組で、ナレーションを担当した
- バカ売れ商品で解決！悩める婦人会（2024年11月23日・12月8日、日本テレビ）【ナレーション】 - NNNネットワーク各局（一部の局を除く）でも放送